# 無限迴圈遊戲
《無限迴圈遊戲》（日语：強くないままニューゲーム）是日本作家入間人間撰寫的輕小說，由植田亮負責繪製插圖，電擊文庫（ASCII Media Works）出版，繁體中文版代理為台灣角川書店。

## 概要
那一天，教室突然受到巨大怪獸的攻擊，主角アリッサ・藤，被怪獸踩死了。
就在眼前一黑時，突然出現了選擇是否接關的畫面，下一瞬間，藤回到了被怪獸踩扁之前的教室。
也就是說，我死而復生了。
「被我們怪獸踩扁的這件事情只有自己知道」，就在我這樣以為的時候，我注意到旁邊脾氣暴躁的美少女敷島同學也有著與自己相同的「上次」的記憶。
注意到這個世界是一場「遊戲」。
注意到巨大怪獸將會再度來襲。
在那串神祕的倒數數字減少到零為止……。我們始終弱勢挨打，一再死掉重來。

## 登場人物

### 主要人物
艾利沙・藤
「遊戲」的Player 1
有著母親遺傳的亮麗金髮。有著被怪物踩扁的記憶而發覺這世界是個遊戲的人之一。懂得遊戲規則的人有善有惡、自分の価値観からなかなか抜け出せない。
對於遊戲的隊友敷島的智力與果斷感到自卑並且抱懷著尊敬的想法
喜歡同班的山崎麻希。
敷島弓子
「遊戲」的Player 2
有著黑色長髮的保健委員。
頭はいいのだがその整った容姿と刺のある物言いで同性からはウケが悪い。
與藤一樣發現世界是個遊戲的人之一。
思緒非常敏捷，能夠良好的適應並且分析狀況。重視效率而不重視倫理，對於必要的犧牲毫不猶豫且冷酷的對待。自己的無情對照起藤來是個非常強烈的對比，自嘲自己是壞孩子而稱呼騰為好孩子。
不可思議的執著於幫助夥伴藤通關遊戲。
山崎麻希
藤的同學兼暗戀對象。

## 出版書籍
| 卷數 | 角川書店 | 角川書店       | 角川書店               | 台灣角川                     | 台灣角川      | 台灣角川               |
| 卷數 | 副標題   | 發行日期       | ISBN                   | 副標題                       | 發行日期      | ISBN                   |
| ---- | -------- | -------------- | ---------------------- | ---------------------------- | ------------- | ---------------------- |
| 1    |          | 2013年5月10日  | ISBN 978-4-04-891606-6 | Stage1 -怪獸物語-            | 2014年7月12日 | ISBN 978-986-366-047-7 |
| 2    |          | 2013年10月10日 | ISBN 978-4-04-866007-5 | Stage 2 -艾利沙的神奇大冒險- | 2015年3月27日 | ISBN 978-986-366-380-5 |